# Краснослободськ (Краснослободський район)
Кра́снослобо́дськ (рос. Краснослободск, ерз. Якстерекуро, мокш. Ош) — місто, центр Краснослободського району Мордовії, Росія. Адміністративний центр та єдиний населений пункт Краснослободського міського поселення.

## Географія
Місто розташоване на лівому березі річки Мокша, притоці Оки, за 103 км на захід від Саранська та за 81 км на північний схід від траси М5 Москва-Челябінськ. Пряме залізничне сполучення відсутнє; найближчі станції — Ковилкіно Куйбишевської залізниці (близько 50 км) та Первомайськ Горьковської залізниці (близько 60 км).
Через Краснослободськ проходять автодороги на Москву, Саранськ, Ковилкіно, Темников та Єльники.

## Історія
Виходячи з існуючих документів, можна зробити висновок, що Красна Слобода виникла не раніше 1535 року, але й не пізніше 1584 року. Офіційно роком заснування вважається 1570 рік, про що говорить стела, встановлена при в'їзді в місто з боку Саранська.
За твердженням істориків В. Татіщева, М. Карамзіна, М. Костомарова, воно назване Красною Слободою через мальовничу місцевість (з високого берега річки відкривався чудовий вид на заплавні далі, облямовані пагорбами і віковими дібровами). У назві слобода означає «селище, звільнене від будь-яких податків, повинностей».

## Населення
Населення — 10151 особа (2010; 10843 у 2002).

## Господарство
- ЗАТ «Завод ПромМетИзделий»
- Завод «Актив електро»
- радіозавод
- Прядильно-ткацька фабрика
- маслозавод